# Gateavisa
Gateavisa är en norsk oppositionell tidskrift med stark tonvikt på anarkism och motkultur. Det första numret kom ut 1970 under beteckningen Oslo Gateavis och tidskriften har sedan dess levt kvar. Tidningen kommer idag ut sporadiskt, några gånger per år. Men tidvis, exempelvis 1978-1983, kom den ut varje månad.
I februari 2021 utgavs boken Alt mulig fra Gateavisa 1970–1986 med utvalda artiklar från tidningens första 17 år och nyskrivet material av tidigare chefredaktörer.